# Broke with Expensive Taste
Albums de Azealia Banks
Fantasea
(2012)
Singles
1. Yung Rapunxel
Sortie : 16 avril 2013
2. Heavy Metal and Reflective
Sortie : 28 juillet 2014
3. Chasing Time
Sortie : 22 septembre 2014
4. Ice Princess
Sortie : 23 mars 2015

Broke with Expensive Taste est le premier album studio de la rappeuse américaine Azealia Banks. En 2011, alors qu’elle ne possède pas encore de contrat d’artiste, Banks commence à travailler sur cet opus. Un an plus tard, elle signe une entente avec Interscope et Polydor afin de pencher sur ce projet. Toutefois, elle se sent insatisfaite vis-à-vis des représentants des labels et, par conséquent, met fin à son contrat en juillet 2014, avant de se tourner vers la compagnie de production Prospect Park. Après que sa sortie ait été retardée pendant longtemps, Broke with Expensive Taste est publié le 6 novembre 2014 par Banks elle-même ainsi que par Prospect Park, sans aucune annonce préalable.
Broke with Expensive Taste est décrit comme un album de house rap qui inclut des éléments d’une large gamme de genres, dont le punk, la trance, le trap, le R&B et la musique UK garage. Il reçoit des critiques positives de la presse musicale, qui a salué la diversité musicale de Banks et a estimé que l’opus a valu « la peine d’être attendu ». Sa sortie a été précédée par trois singles : Yung Rapunxel, Heavy Metal and Reflective et Chasing Time. Une autre chanson, intitulée ATM Jam, devait faire partie de l’album ; cependant, son admission a été refusée en raison de la réception négative du single par la presse ainsi que par les fans de la rappeuse.

## Genèse
En 2011, il a été rapporté qu'Azealia Banks était en train de travailler sur un album studio avec le producteur britannique Paul Epworth, bien qu’elle portait encore le statut d’artiste indépendante. En janvier 2012, elle a signé une entente avec les labels Interscope et Polydor afin de pencher sur son album. Un mois plus tard, elle a annoncé que le titre de ce projet était Broke with Expensive Taste. Environ un an plus tard, elle a indiqué qu’elle a remis un album complet entre les mains des représentants de ses maisons de disque. Azealia Banks a d’abord pensé que son projet recevrait un accueil favorable de ses supérieurs ; toutefois, les représentants lui ont répondu qu’aucun « tube » n’avait été enregistré pour cet album. En conséquence, elle a enregistré une chanson intitulée Chasing Time. Pourtant, le label a refusé son inclusion au projet et a forcé Azealia Banks à choisir Soda comme premier single, ce qui a rendu la chanteuse incrédule. En définitive, Azealia Banks a décidé de mettre fin à son contrat avec Interscope et Polydor en juillet 2014. Elle est plus tard approchée par Jeff Kwatinetz puis signe une alliance avec sa compagnie, Prospect Park. À ce propos, l’interprète a exprimé son mécontentement au magazine Rolling Stone, révélant :

« Donc je venais de passer quatre mois entiers de plus en studio, essayant de produire quelque chose que mes représentants apprécieraient, pour que ce soit ce foutu Soda qui soit choisi en fin de compte ? Je n’ai vraiment pas compris. Cette même journée, je m’étais exprimée sur Twitter, il me semble que j’avais dis quelque chose du genre « C’est quoi ce bordel ? J’en ai assez de parler de mes travaux à ces petits blancs-becs ». J’avais l’impression qu’ils étaient constamment en train de manigancer dans mon dos. Et vous savez à quel point j’aime les théories du complot. Je me suis dit : « Ils essaient de me laver le cerveau ! Qu’ils aillent voir ailleurs ! »

## Sortie et promotion
En juillet 2013, Azealia Banks a annoncé que la parution de l’album était prévue pour l’automne de la même année. Toutefois, elle a été repoussée jusqu’à janvier, puis mars 2014. Finalement, il a été publié le 6 novembre 2014 par Azealia Banks, en collaboration avec Prospect Park, sans annonce préalable. En décembre 2013, elle a communiqué les premières dates d’une tournée promotionnelle. Celle-ci devait débuter en mars 2014 à Glasgow. Cependant, quelques semaines avant son lancement, elle a pris la décision de reprogrammer ainsi que d’annuler certaines dates, principalement à cause du nouveau retard de la parution de l’album.
En janvier 2013, Azealia Banks a fait savoir que le premier single issu de l’album serait Miss Amor et qu’il serait accompagné par une face B, intitulée Miss Camaraderie. Néanmoins, ses plans ont été modifiés et la chanteuse a plus tard révélé que le premier extrait officiel serait Yung Rapunxel. La chanson a été mise à disposition en streaming via la plateforme SoundCloud en mars 2013, avant d’être distribuée aux détaillants numériques un mois plus tard.
Le 6 mai 2013, Banks a annoncé que le deuxième single serait ATM Jam, chanson comprenant la participation de Pharrell Williams. Elle est sortie le 11 juillet 2013. Toutefois, en raison d’une rétroaction négative émise par les fans de la chanteuse, cette dernière a immédiatement annoncé que la chanson n’apparaîtra pas sur l’album. Le deuxième single officiel, Heavy Metal and Reflective, est sorti le 28 juillet et le troisième single, Chasing Time, le 22 septembre 2014.

## Accueil critique
Broke with Expensive Taste a reçu des critiques généralement positives de la presse musicale. Pour Metacritic, qui lui a assigné un note normalisée sur 100 à partir des critiques grand public, l’album a obtenu un score moyen de 78, basé sur 25 avis. Suzy Exposito du magazine Rolling Stone l’a acclamé comme étant peut-être « le disque le plus audacieux de l’année », tandis que Matthew Horton du journal NME a indiqué qu’il s’agissait d’un « déluge en cascade en provenance d’une imagination écervelée », avant de répondre « à peu près » à la question « son attente en valait la peine ? ». Suzie McCracken du journal The Observer a salué son éclectisme, affirmant qu’il s’agit « d’un prétendant au titre d’album de l’année », argumentant « Banks nous plonge dans la nostalgie des années 1990, crachant de manière sombre et forte sur des morceaux contenants des éléments d’UK garage, de deep house et de trap ». Brennan Carley du magazine Spin a trouvé que Banks montrait une personnalité « explosive » à travers l’album et que ce dernier se trouve être un projet « dégoulinant de confiance, de classe, d’éclats de brillance et de sommité ». Le critique américain Robert Christgau a précisé que grâce à Banks, qui se vante plutôt que de révéler quoi que ce soit de vulnérable à son propos, chaque chanson ou presque est « réjouissante » à écouter. Il ajoute que l’album présente une « cargaison lucide de rap », entièrement interprétée, ainsi qu’une voix attrayante, rédigeant : « Et contrairement à ses homologues masculins, elle n’équivaut pas des relations sexuelles avec puissance—il y a là des preuves verbales comme vocales qui se ressentent ailleurs que dans son appareil génital ».
Dans une analyse moins enthousiaste pour le magazine Clash, Mike Diver a estimé que l’album est autant agréable qu’il est « schizophrène » et « vraiment très stupide sur certains points ». Nolan Feeney du magazine Time a fourni un bilan très positif. En plus d’avoir glorifié le talent de rappeuse de Banks, il a précisé que cette dernière est « capable de composer certains jeux de mots intelligents », avant d’ajouter que « la caractéristique la plus marquante de son rap est de savoir comment elle l’infuse avec une mélodie ; elle aligne les syllabes comme un peloton d’exécution, répétant les mêmes sons et les mêmes bourdonnements, tout en se portant avec une cadence chantante. Lorsque sa voix se fait entendre, tout devient confusément hypnotique. L’inconvénient est qu’il s’agit aussi d’un ensemble d’outils limité — certains couplets sonnent parfois comme d’autres. Entrez en profondeur dans une chanson d’Azealia Banks et vous entendrez souvent qu’une ligne ou même deux peuvent vous en rappeler d’autres ».

### Distinctions
| Auteur / revue                | Classement                                   | Place |
| ----------------------------- | -------------------------------------------- | ----- |
| James Reed du Boston Globe    | Les meilleurs albums choisis de l’année 2014 | 10    |
| Cosmopolitan                  | Les 20 meilleurs albums de l’année 2014      | 3     |
| musicOMH                      | Les 100 meilleurs albums de l’année 2014     | 98    |
| Jon Pareles du New York Times | Les albums favoris de l’année 2014           | 3     |
| Pitchfork                     | Les 50 meilleurs albums de l’année 2014      | 25    |
| Complex                       | Les meilleurs albums de l’année 2014         | 15    |
| PopMatters                    | Les 80 meilleurs albums de l’année 2014      | 11    |
| Spin                          | Les 50 meilleurs albums de l’année 2014      | 38    |
| Time                          | Les 10 meilleurs albums de l’année 2014      | 10    |

## Performance commerciale
Au Royaume-Uni, Broke with Expensive Taste a fait son entrée à la soixante-deuxième place des hit-parades locaux pour la fin de semaine du 15 novembre 2014, avec un total d’exemplaires vendus s’élevant à plus de 1 751. Aux États-Unis, l’album s’est positionné au trentième rang du classement Billboard 200, accompagné par un chiffre de vente s’élevant à plus de 11 165 copies en quatre jours seulement.

## Liste des pistes
| Broke with Expensive Taste - Édition standard | Broke with Expensive Taste - Édition standard | Broke with Expensive Taste - Édition standard                                                           | Broke with Expensive Taste - Édition standard | Broke with Expensive Taste - Édition standard | Broke with Expensive Taste - Édition standard | Broke with Expensive Taste - Édition standard | Broke with Expensive Taste - Édition standard | Broke with Expensive Taste - Édition standard | Broke with Expensive Taste - Édition standard |
| No                                            | Titre                                         | Auteur                                                                                                  | Producteur(s)                                 | Durée                                         |                                               |                                               |                                               |                                               |                                               |
| --------------------------------------------- | --------------------------------------------- | --- | --------------------------------------------- | --------------------------------------------- | --------------------------------------------- | --------------------------------------------- | --------------------------------------------- | --------------------------------------------- | --------------------------------------------- |
| 1.                                            | Idle Delilah                                  | Azealia Banks, David Kennedy, Kevin James, Harvey Mason, Jr.                                            | Pearson Sound                                 | 4:32                                          |                                               |                                               |                                               |                                               |                                               |
| 2.                                            | Gimme a Chance                                | Banks, James, Mason, Jr, Enon, Oskar Cartaya                                                            | Enon, Oskar Cartaya                           | 3:54                                          |                                               |                                               |                                               |                                               |                                               |
| 3.                                            | Desperado                                     | Banks, James, Mason, Jr, M. J. Cole                                                                     | M. J. Cole                                    | 3:57                                          |                                               |                                               |                                               |                                               |                                               |
| 4.                                            | JFK (en duo avec Theophilus London)           | Banks, London, James, Alexander Green                                                                   | Boddika                                       | 5:00                                          |                                               |                                               |                                               |                                               |                                               |
| 5.                                            | 212 (en duo avec Lazy Jay)                    | Banks, Jef Martens                                                                                      | Lazy Jay                                      | 3:25                                          |                                               |                                               |                                               |                                               |                                               |
| 6.                                            | Wallace                                       | Banks, James                                                                                            | Yung Skeeter                                  | 3:51                                          |                                               |                                               |                                               |                                               |                                               |
| 7.                                            | Heavy Metal and Reflective                    | Banks, James Strife, Julian Wodsworth                                                                   | Lil Internet                                  | 2:37                                          |                                               |                                               |                                               |                                               |                                               |
| 8.                                            | BBD                                           | Banks, James, Jonathan Harris                                                                           | Apple Juice Kid, Sup Doodle                   | 3:18                                          |                                               |                                               |                                               |                                               |                                               |
| 9.                                            | Ice Princess                                  | Banks, James, Harris                                                                                    | AraabMuzik                                    | 3:43                                          |                                               |                                               |                                               |                                               |                                               |
| 10.                                           | Yung Rapunxel                                 | Banks, James, Premro Smith, Chadron Moore                                                               | Lil Internet                                  | 4:00                                          |                                               |                                               |                                               |                                               |                                               |
| 11.                                           | Soda                                          | Banks, SCNTST, Jack Fuller                                                                              | SCNTST                                        | 3:43                                          |                                               |                                               |                                               |                                               |                                               |
| 12.                                           | Chasing Time                                  | Banks, Harris, Warren « Oak » Felder, Ronnie Colson, Steve Mostyn, Andrew « Pop » Wansel, Kelly Sheehan | Pop Wansel                                    | 3:30                                          |                                               |                                               |                                               |                                               |                                               |
| 13.                                           | Luxury                                        | Banks, Travis Stewart                                                                                   | Machinedrum                                   | 2:48                                          |                                               |                                               |                                               |                                               |                                               |
| 14.                                           | Nude Beach A-Go-Go                            | Banks, Mason, Jr., Ariel Rosenberg                                                                      | Ariel Pink                                    | 2:20                                          |                                               |                                               |                                               |                                               |                                               |
| 15.                                           | Miss Amor                                     | Banks, James, Fuller                                                                                    | Lone                                          | 4:28                                          |                                               |                                               |                                               |                                               |                                               |
| 16.                                           | Miss Camaraderie                              | Banks, Fuller, Cutler                                                                                   | Lone                                          | 5:09                                          |                                               |                                               |                                               |                                               |                                               |
| 60:19                                         |                                               | |                                               |                                               |                                               |                                               |                                               |                                               |                                               |

| Notes - Idle Delilah contient un échantillon de Wad de Pearson Sound. - Gimme a Chance contient un échantillon de Knock That Door d’Enon. - Desperado contient un échantillon de Bandelero Desperado de M. J. Cole. - JFK contient un échantillon de Breezin de Boddika. - 212 contient un échantillon de Float My Boat de Lazy Jay. - Heavy Metal and Reflective contient un échantillon de Street Angel de Lil Internet. - BBD contient un échantillon de Trap Shit V9 de UZ. - Ice Princess contient un échantillon d’In the Air de Morgan Page et Angela McCluskey. - Yung Rapunxel contient des échantillons d’I Want 2 B Free de Lil Internet et de No More Drama de Mary J. Blige. - Soda contient des échantillons de Pulsewidth d’Aphex Twin et de Me & U de Cassie. - Nude Beach A-Go-Go contient un échantillon de la chanson éponyme d’Ariel Pink. - Miss Amor contient un échantillon de Coreshine Voodoo de Lone}. - Miss Camaraderie contient un échantillon de Rapid Racer de Lone. | Morceaux non retenus - ATM Jam (en duo avec Pharrell) - Bizarra - Blossom - In Town (en duo avec Kevin Hussein) - No Problems - Rewind |

## Classements
| Classement (2014)                              | Meilleure position |
| ---------------------------------------------- | ------------------ |
| Australie (ARIA)                               | 49                 |
| Australie / Albums de musique « Urban » (ARIA) | 2                  |
| Belgique (Flandre Ultratop)                    | 197                |
| États-Unis (Billboard 200)                     | 30                 |
| États-Unis (Independent Albums)                | 2                  |
| États-Unis (Top Rap Albums)                    | 2                  |
| États-Unis (Top R&B/Hip-Hop Albums)            | 3                  |
| Irlande (IRMA)                                 | 79                 |
| Irlande / Albums indépendants (IRMA)           | 15                 |
| Royaume-Uni (OCC)                              | 62                 |
| Royaume-Uni / Albums indépendants (OCC)        | 5                  |
| Royaume-Uni / Albums de R&B (OCC)              | 6                  |

## Historique de sortie
| Pays             | Date             | Format    | Label                          |
| ---------------- | ---------------- | --------- | ------------------------------ |
| Canada           | 6 novembre 2014  | Numérique | Azealia Banks et Prospect Park |
| États-Unis       | 6 novembre 2014  | Numérique | Azealia Banks et Prospect Park |
| Australie        | 7 novembre 2014  | Numérique | Azealia Banks et Prospect Park |
| Nouvelle-Zélande | 7 novembre 2014  | Numérique | Azealia Banks et Prospect Park |
| Belgique         | 8 novembre 2014  | Numérique | Azealia Banks et Prospect Park |
| Espagne          | 8 novembre 2014  | Numérique | Azealia Banks et Prospect Park |
| France           | 8 novembre 2014  | Numérique | Azealia Banks et Prospect Park |
| Luxembourg       | 8 novembre 2014  | Numérique | Azealia Banks et Prospect Park |
| Pays-Bas         | 8 novembre 2014  | Numérique | Azealia Banks et Prospect Park |
| Portugal         | 8 novembre 2014  | Numérique | Azealia Banks et Prospect Park |
| Suède            | 8 novembre 2014  | Numérique | Azealia Banks et Prospect Park |
| Suisse           | 8 novembre 2014  | Numérique | Azealia Banks et Prospect Park |
| Allemagne        | 10 novembre 2014 | Numérique | Azealia Banks et Prospect Park |
| Royaume-Uni      | 10 novembre 2014 | Numérique | Azealia Banks et Prospect Park |
| États-Unis       | 3 mars 2015      | CD        | Prospect Park                  |